# Обратный тычок

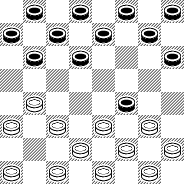
Табия дебюта

Обра́тный тычо́к — дебют в русских шашках. Это «тычок», разыгранный за черных. Табия дебюта возникает после ходов 1.cd4 fg5 2.bсЗ gf4 3.g:e5 d:f4 4.e:g5 h:f4. В данном дебюте чёрные атакуют правый флаг белых, в надежде получить сильную центральную позицию. Похож на дебют «обратный кол». Дебют достаточно старый, но слабо изучен.
Еще одна разновидность начала получается после 1.cb4 fg5 2.bсЗ gf4 3. g:e5 d:f4 4.e:g5 h:f4. Белые же окружают центр противника путем 5.ba5 и 5.cb2, стремятся не допустить разрушение своего левого фланга, постепенно перестроив позицию направить игру в выгодное для себя русло. Они могут сами вступить в борьбу за обладание центром 5.cd4.